# Райымкулов, Бактыбек Кемелбекович
Райымку́лов Бактыбе́к Кемелбе́кович (кирг. Райымку́лов Бактыбе́к Кемелбе́кович; род. 21 октября 1977, Кара-Балта) — киргизский политик, глава-аким райгосадминистрации Панфиловского района Чуйской области, депутат Жогорку Кенеша КР VI созыва, фракция «Республика-Ата-Журт».

## Биография
Родился 21 октября 1977 года в городе Кара-Балта (ныне — в Чуйской области). Киргиз.
Профессиональную трудовую деятельность начинал в качестве директора АВП «Киров Суу» (2002—2004).
Высшее юридическое образование получил в Кыргызском национальном университете им. Ж.Баласагына, который окончил в 2003 году.
В 2004 году перешел на работу в Панфиловское районное управление водного хозяйства в качестве заместителя руководителя, в 2005 году вновь возглавил АВП «Киров Суу».
После выборов 2007 года в IV созыв Жогорку Кенеш перешёл на работу в национальный парламент в качестве референта. В этот период возглавлял СПК «Алымбай Ата» (до 2008 года).
С 2008 по 2012 год осуществлял полномочия заместителя директора, а затем генерального директора ОАО «Бишкекский мясоконсервный комбинат»
В 2013 году окончил Российскую академию государственной службы при Президенте РФ по специальности «Государственное и муниципальное управление».
В 2012 году возглавил райгосадминистрацию Панфиловского района Чуйской области. В период управления районом были предприняты попытки по решению проблемы отсутствия в ряде населённых пунктов чистой питьевой воды.
В сентябре 2015 года было объявлено о включении Б. К. Райымкулова в партийных список «Республика-Ата Журт» на предстоящих парламентских выборах. По результатам голосования избран депутатом Жогорку Кенеш VI созыва. Был включен в Межпарламентскую комиссию по сотрудничеству между Кыргызстаном и Узбекистаном.
В марте 2018 года был включен в состав официальной делегации правительства Кыргызской Республики для проведения переговоров со Всемирным банком по программе «Операция в поддержку политики развития».

## Семья
Женат, семья воспитывает 5 детей.